# Катастрофа шатла «Челленджер»

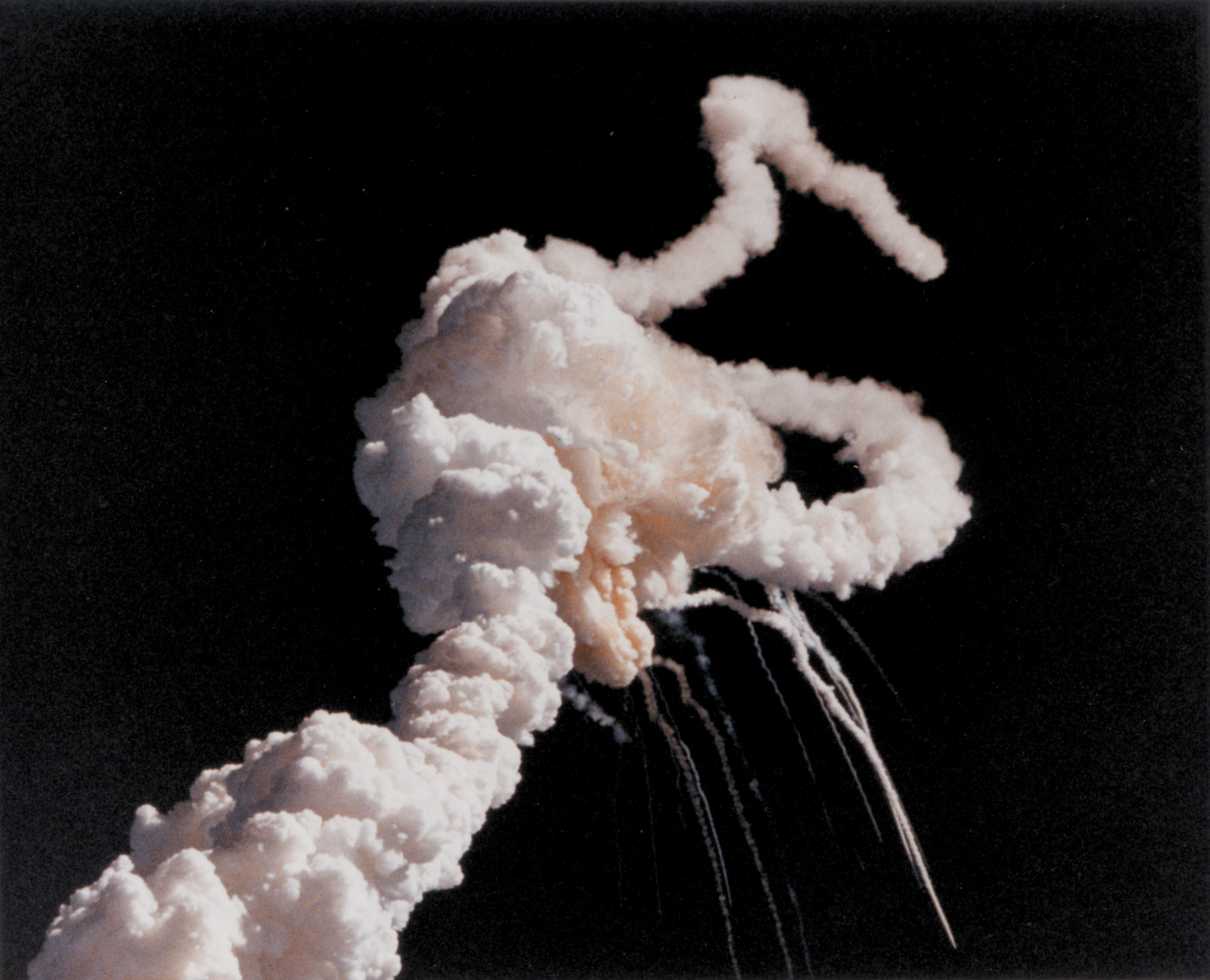
Загибель «Челленджера»

Катастрóфа шáтла «Чéлленджер» — відбулася 28 січня 1986 року, о 11:39 EST (16:39 UTC) над Атлантичним океаном поблизу узбережжя центральної частини півострова Флорида, США. На початку космічної місії STS-51-L, на 73-й секунді польоту Шатл «Челенджер» було зруйновано через низку обставин, яка призвела до пошкодження паливного бака та подальшої детонації палива. Це призвело до загибелі усіх семи членів екіпажу.

## Екіпаж

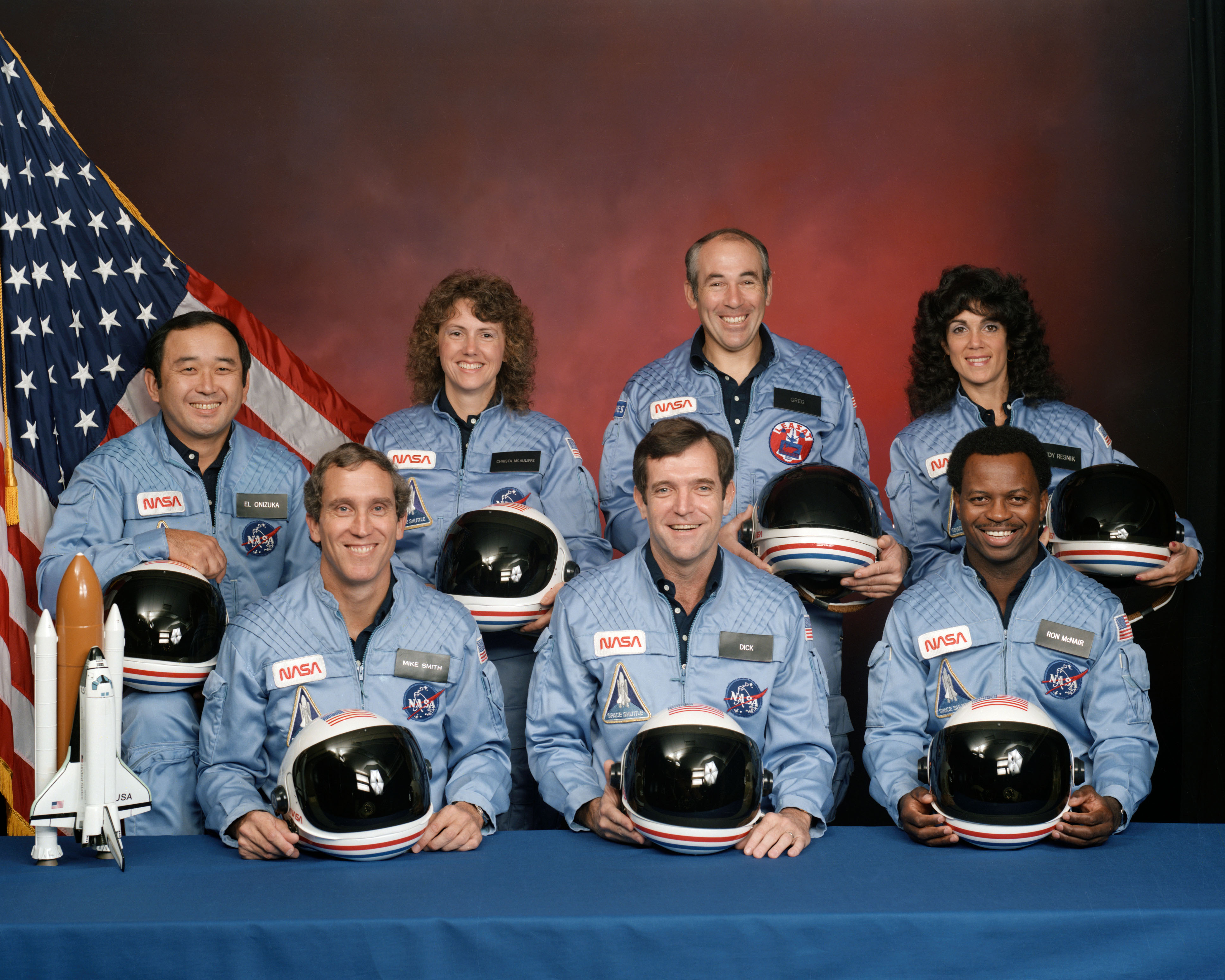
Загиблий екіпаж «Челленджера».

Екіпаж «Челенджера» складався з семи осіб:
- (НАСА): Френсіс «Дік» Скубі (англ. Francis Richard Scobee) (2-й політ) — командир;
- (НАСА): Майкл Дж. Сміт (англ. Michael J. Smith) (1-й політ) — другий пілот;
- (НАСА): Еллісон Онідзука (2-й політ) — фахівець польоту;
- (НАСА): Джудіт Рєзнік (2-й політ) — фахівець польоту;
- (НАСА): Роналд Е. Макнейр (Ronald E. McNair) (2-й політ) — фахівець польоту;
- (НАСА): Грегорі Брюс Джарвіс (англ. Gregory B. Jarvis) (1-й політ) — фахівець з корисного навантаження.
- (НАСА): Кріста Маколіфф (Christa McAuliffe) (1-й політ) — фахівець з корисного навантаження, шкільна вчителька — переможець конкурсу «Вчитель у космосі» [Архівовано 17 серпня 2021 у Wayback Machine.], єдиний цивільний член екіпажу;

## Хід польоту
Космічний корабель «Челленджер» був запущений 28 січня 1986 року зі стартового майданчика 39-B Космічного центру ім. Кеннеді. Перші секунди польоту проходили на вигляд штатно. Зміни у роботі прискорювача не помітили ані екіпаж, ані наземний контроль. У момент максимального аеродинамічного опору (Max Q), тяга двигунів шатла (SSME) зменшується пілотом до 72 % для уникнення аеродинамічного перенавантаження. Після проходження цієї зони на 68-й секунді польоту диспетчер Річард О. Кові (Richard O. Covey) передав екіпажу команду на початок прискорювання: Челленджер, збільшуйте потужність (англ. Challenger, go at throttle up). Командир екіпажу Скубі відповів: Зрозумів, збільшую потужність (англ. Roger, go at throttle up). Це були останні слова екіпажу.

## Причини
Аналіз зйомки старту шатла показав, що через 0,678 секунди після старту з внутрішнього боку нижньої частини правого твердопаливного прискорювача у районі кріплення до зовнішнього паливного бака вирвався сірий дим. Викиди диму періодично продовжувалися протягом приблизно 3 секунд. Пізніше було з'ясовано, що викид диму був спричинений розгерметизацією з'єднання секцій прискорювача від ударного навантаження під час пуску двигунів. Через низьку температуру ззовні (−1 °C) основне ущільнювальне кільце стало твердішим і втратило еластичність, через що не змогло вчасно сформувати ізоляцію. Друге кільце через вигин з'єднання взагалі жодним чином не могло забезпечити хоч якусь ізоляцію. Утворився витік гарячих газів, який буквально випарував кільця у місці кріплення до зовнішнього бака. Однак, корок з оксидів алюмінію (що був одним із компонентів твердого палива для прискорювачів), яка утворилася при горінні палива, тимчасово запечатала пошкоджений отвір. Але, починаючи з 37-ї секунди після старту і протягом наступних 27 секунд, човник зазнав впливу декількох поривів бокового вітру. Найсильніший з них — на 58-й секунді польоту на висоті більше 10 км, від якого корабель навіть відхилився від курсу на 2 градуси. Це вибило корок з оксидів, і гарячі гази температурою 2760 °C почали пропалювати отвір у стінці зовнішнього паливного бака.
Це призвело до руйнування хвостового кріплення правого твердопаливного прискорювача і навантажених структур зовнішнього паливного бака, на якому власне і трималась уся конструкція. Елементи комплексу стали зміщуватися відносно один до одного, що призвело до пошкодження паливного бака, детонації компонентів палива (рідкі водень та кисень) та руйнування шатла в результаті дії нештатних аеродинамічних перенавантажень (20g, що в 4 рази більше за розраховані 5g). Всупереч поширеній думці, сам човник не вибухнув. Миттєвого вибуху всього палива також не відбулося: горіння компонентів відбувалося ще деякий час після повного руйнування бака і самого шатла. Бічні прискорювачі вціліли і деякий час хаотично літали навколо, поки задля безпеки не були знищені командою із Землі. Уламки корабля впали в Атлантичний океан.

## Розслідування обставин
У результаті пошуково-рятувальної операції з дна Атлантики підняли численні фрагменти космічного човника. Кабіну екіпажу знайшли лише 7 березня. Дослідження показали: герметична кабіна, що була міцнішою, ніж орбітальний модуль, загалом залишилася цілою, але, найімовірніше, розгерметизувалася. Хоча точний час загибелі екіпажу невідомий, експертам вдалося встановити, що три його члени (Майкл Дж. Сміт, Еллісон С. Онідзука та Джудіт А. Рєзнік) пережили етап руйнації шатла та усвідомлювали події, що відбувалися навколо них — вони встигли увімкнути персональні прилади подачі повітря. Оскільки ці прилади подавали повітря не під тиском, то у випадку розгерметизації кабіни екіпаж найімовірніше знепритомнів за декілька секунд. У протилежному випадку вони знаходилися у свідомості до кінця падіння. Про це може свідчити аналіз приладної панелі на місці другого пілота Майкла Дж. Сміта. Експерти з'ясували, що декілька тумблерів, які відповідають за електросистеми, було перемкнуто. Оскільки вони усі мають скоби блокування для уникнення випадкового перемикання, ймовірно Сміт свідомо намагався відновити подачу живлення у кабіні.
Прилади подачі повітря навряд чи допомогли б врятуватися від загибелі: на той час шатли ще не мали системи аварійної евакуації, якою їх обладнали вже після катастрофи, тож шансів на порятунок у екіпажу не було. Варто відзначити, що навіть розроблена надалі система все одно не могла б забезпечити виживання екіпажу за умов подібної катастрофи: вона давала лише можливість почергової евакуації екіпажу з човника, що мав би знаходитися у стійкому горизонтальному польоті. Крім іншого, астронавти не мали ані найменшої можливості пережити удар кабіни об водну поверхню на швидкості 333 км/год, коли перевантаження сягнуло 200g.
Після катастрофи програму шатлів згорнули на 32 місяці. За дорученням президента США, Рональда Рейгана, для розслідування аварії, було створено Комісію під керівництвом Держсекретаря США Вільяма Роджерса. Катастрофа дістала широке висвітлення у ЗМІ, оскільки спочатку адміністрація NASA, знаючи про причини катастрофи, не бажала їх широкого розголосу. Наступний човник полетів у космос лише 29 вересня 1988 року. Замість загиблого «Челленджера» у 1991 році був побудований новий шатл — «Індевор».